# Keilmühle (Zwesten)
Koordinaten: 51° 2′ 54″ N, 9° 11′ 12″ O
Die Keilmühle, auch als Bruchmühle bekannt, ist eine wohl vom 14. Jahrhundert bis zu ihrer Stilllegung im Jahre 1960 betriebene Wassermühle an der Schwalm bei Bad Zwesten im Schwalm-Eder-Kreis in Nordhessen. Sie wird heute zur Erzeugung elektrischen Stroms mittels einer Turbine genutzt, während die Gebäude und landwirtschaftlichen Flächen seit etwa 2010 als Reiterhof Verwendung finden und mehrere Ferienwohnungen enthalten.

## Geographische Lage
Das Anwesen befindet sich auf 193 m Höhe über NHN am westlichen, orographisch linken Ufer der Schwalm, wo diese im Löwensteiner Grund die Altenburg (432,7 m) westlich umfließt, zwischen dem hier in die Schwalm mündenden Wälzebach im Norden und dem durch ein Wehr etwa 350 m weiter südlich von der Schwalm abgezweigten Betriebsgraben, der sofort unterhalb der Mühle wieder in die Schwalm einfließt. Der alte Dorfkern von Bad Zwesten liegt etwa 1 km nordwestlich, und die Bundesstraße 3 von Marburg nach Kassel verläuft etwa 550 m westlich zwischen dem Dorf und der Mühle von Süden nach Norden. Am gegenüberliegenden, östlichen Ufer der Schwalm befindet sich am Fuß der Altenburg ein großer Campingplatz. Etwa 400 m südwestlich liegt der so genannte „Löwensprudelpark“, der kleine Kurpark mit den sieben Zwestener Quellen, denen der Ort das Prädikat „Bad“ verdankt.
Die Keilmühle ist – in Flussrichtung betrachtet – die erste von drei Zwestener Mühlen in diesem Abschnitt der Schwalm; die Leomühle und die Ottomühle liegen ca. 450 m bzw. 1000 m weiter flussabwärts.

## Geschichte
Die erste Mühle an dieser Stelle wurde wahrscheinlich von den Herren von Löwenstein bereits im 14. Jahrhundert errichtet. Sie blieb bis 1566, als Otto von Löwenstein sie verkaufte, in deren Besitz. Im Jahre 1602 ist ein Heinrich Boch als Beständer (Pächter) der „bruchmule“ überliefert; dieser Name findet sich mit Abwandlungen noch bis 1670: „Bruchmölle“ (1661, 1670) und „Bruchmühle“ (1670). Danach wird sie meist als „Keilmühle“ (1835 und 1872), aber ab 1888, als sie in den Besitz der Familie Damm kam, auch als „Dammühle“ oder „Damm-Mühle“ bezeichnet.
Die Bezeichnung „Keilmühle“ soll sie auf Grund ihrer Lage auf einem keilförmigen Stück Land zwischen den beiden Wasserläufen des Wälzebachs und der Schwalm bzw. des Mühlengrabens erhalten haben. Der Name „Bruchmühle“ rührt wohl daher, dass die Mühle am Rande der „Bruchwiesen“ lag, dem sumpfigen Gelände südöstlich des Dorfes zwischen der Schwalm und der Straße nach Niederurff, wo heute die Zwestener Quellen zutage treten.
Als Bruchmüller sind überliefert Johann Dippel im Jahre 1661 und Johann Milzer, der 1669 die Mühle von Hermann Dippel d. J. übernahm. 1888 kam die Mühle an die Familie Damm, die sie bis 1960 betrieb und noch bis 2010 in Besitz hatte. Wer in den zwei Jahrhunderten dazwischen Bruchmüller war, ist bisher nicht bekannt.

## Mühlenwerk
Nach dem Bau eines Streichwehrs in der Schwalm und dem auf eigenem Grundstück verlaufenden Mühlengraben in den Jahren 1825–1826 verfügte die Mühle ganzjährlich über eine gesicherte Wasserversorgung. Die heute zum Anwesen gehörigen Wirtschaftsgebäude mit Scheune und Stall wurden 1836 in Niederurff abgebaut und danach hier wieder aufgebaut.
Der Antrieb des Mühlenwerkes geschah ursprünglich durch drei unterschlächtige Wasserräder, je eins für den Mahlgang, den Schlaggang und die Sägemühle. Mit der Entfernung des Schlaggangs wurde auch das entsprechende Mühlrad entfernt. Es blieben das mit ca. 6,5 m Durchmesser größere für den Mahl- und Schrotgang und ein zweites, ca. 4,5 m großes für die Sägemühle.
1960 wurde das letzte, das große Mühlrad abgebaut. Eine Wasserturbine wurde eingebaut, und seitdem erzeugt die einstige Mühle Strom, der in das Netz der Energie Waldeck-Frankenberg GmbH (EWF) eingespeist wird.

## Heutige Nutzung
Im Jahr 2010 verkaufte die letzte Erbin der Müllerdynastie Damm das etwa 50 Hektar große, landwirtschaftlich genutzte Anwesen mit allen Gebäuden und Anlagen. Seitdem wurden die Gebäude, in Abstimmung mit dem Landesamt für Denkmalpflege Hessen, saniert, die Turbinenanlage modernisiert und Scheune und Stall zur Hobbyzucht von American Quarter Horses umgenutzt. Reitunterricht und geführte Ausritte werden angeboten.